# Arteră retiniană centrală
Artera retiniană centrală (artera retiniană) se ramifică din artera oftalmică, mergând inferior nervului optic în teaca sa durală până la globul ocular.

## Anatomie
Artera retiniană centrală străpunge globul ocular aproape de nervul optic, trimițând ramuri peste suprafața internă a retinei, iar aceste ramuri terminale sunt singurul aport de sânge către partea mai mare a acestuia.
Partea centrală a retinei în care razele de lumină sunt concentrate după trecerea prin pupilă și lentilă este o zonă circulară numită macula. Centrul acestei zone circulare este fovea. Fovea și o zonă mică care o înconjoară nu sunt vascularizate de artera retiniană centrală sau de ramurile acesteia, ci de coroidă .
Artera retiniană centrală are un diametru de aproximativ 160 micrometri.  

### Variație
În unele cazuri - la aproximativ 20% din populație - există o ramură a circulației ciliare numită artera cilio-retiniană care alimentează retina între macula și nervul optic, inclusiv fibrele nervoase din fotoreceptorii foveali. Dacă această arteră este prezentă, vederea centrală va fi păstrată chiar și în cazul ocluziei arterei centrale a retinei (CRAO).

### Dezvoltare
Artera retiniană centrală este formată din partea proximală a arterei haloide după ce atrofia părții sale distale a format canalul haloid. 

## Fiziologie
Artera retiniană centrală furnizează sânge tuturor fibrelor nervoase care formează nervul optic, ce transportă informațiile vizuale către nucleul geniculat lateral al talamusului, inclusiv pe cele care ajung la fovea. Fluxul său de sânge poate fi monitorizat imagistic prin angiografie cu fluoresceină sau prin imagistica laser Doppler. 

## Semnificația clinică
Astfel, dacă artera retiniană centrală devine ocluzivă, există o pierdere completă a vederii în acel ochi, chiar dacă fovea nu este afectată. Întreaga retină (cu excepția fovea) devine palidă, umflată și opacă, în timp ce fovea centrală apare în continuare roșiatică (acest lucru se datorează culorii coroidului). Aceasta este baza faimoasei „pete roșii cireșe” observată la examinarea retinei la funduscopia unei ocluzii a arterei centrale a retinei (CRAO).
Cu toate acestea, trebuie amintit că artera retiniană Cilio în sine este o ramură a arterelor ciliare posterioare scurte, care este derivată din artera oftalmică. Prin urmare, este posibil ca artera retiniană Cilio în sine să se obstrucționeze, provocând pierderi vizuale semnificative în regiunea maculei perfuzate (câmpul vizual din jur va rămâne intact).

## Alte animale
La câini, este continuarea arterei ciliare lungi. 

## Imagini suplimentare

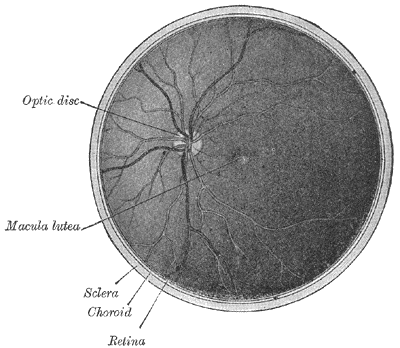
Interiorul jumătății posterioare a bulbului ochiului stâng. Venele sunt mai întunecate ca aspect decât arterele. (Artera retiniană centrală este vizibilă, dar nu este marcată).
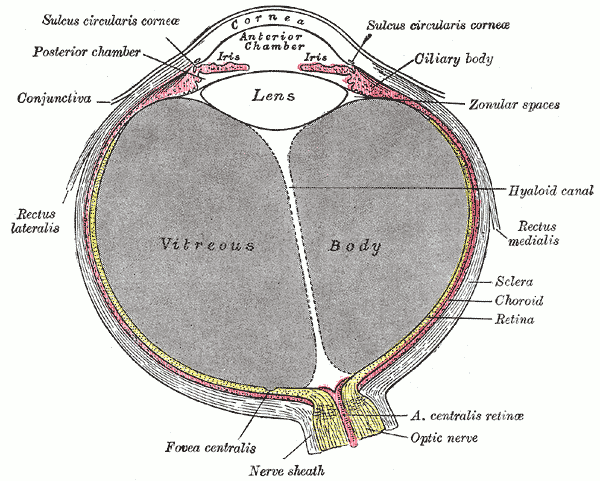
Secțiunea orizontală a globului ocular.
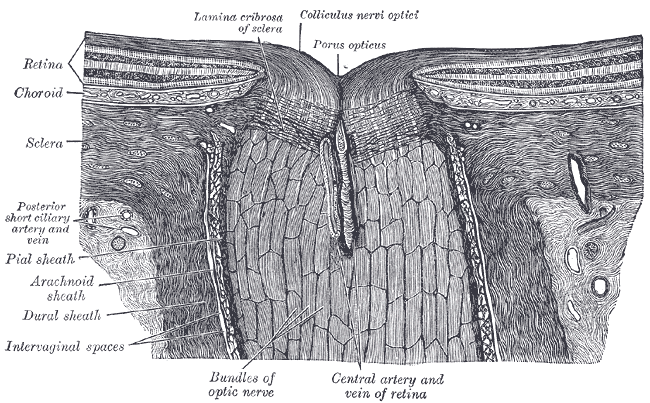
Porțiunea terminală a nervului optic și intrarea sa în globul ocular, în secțiune orizontală.
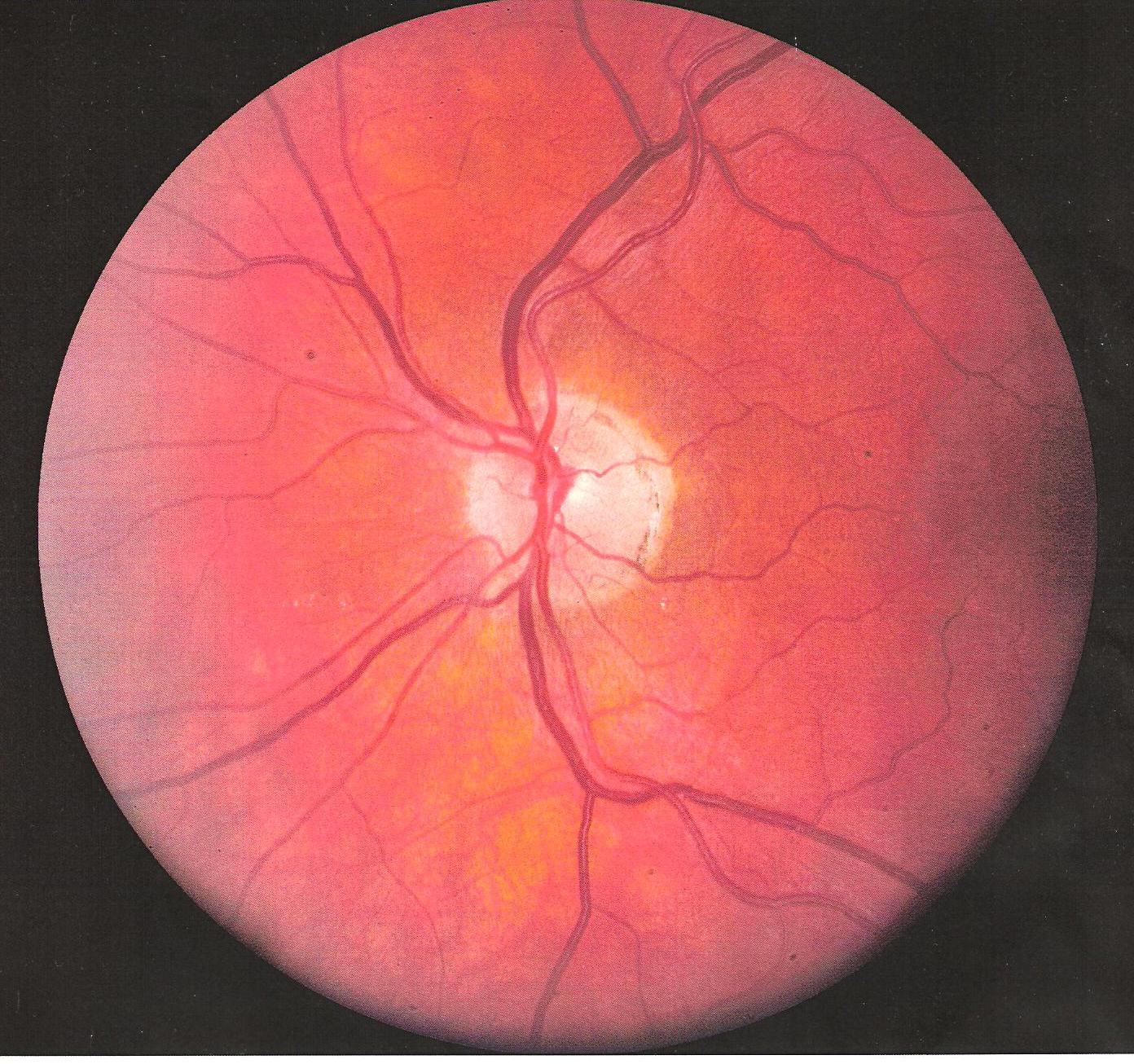
Vase oculare